# 야마다 마나토
야마다 마나토(일본어: 山田 真夏斗, 2001년 5월 31일~)는 일본의 축구 선수이다.

## 구단 경력
그는 2020년 J2리그의 마쓰모토 야마가 FC에 입단했다. 2021년후 J3리그에 강등했다. 2022년까지 7경기에 출전.